# Левотироксин натрия
Левотироксин натрия — лекарственное средство, натриевая соль L-тироксина, после частичного метаболизма в печени и почках оказывает влияние на развитие и рост тканей, обмен веществ.

## Международное название
Левотироксин натрия.

## Торговые названия
Левотироксин, Левотироксин натрия, L-Тироксин, L-Тироксин-Акри®, Баготирокс, Эутирокс®.

## Лекарственная форма

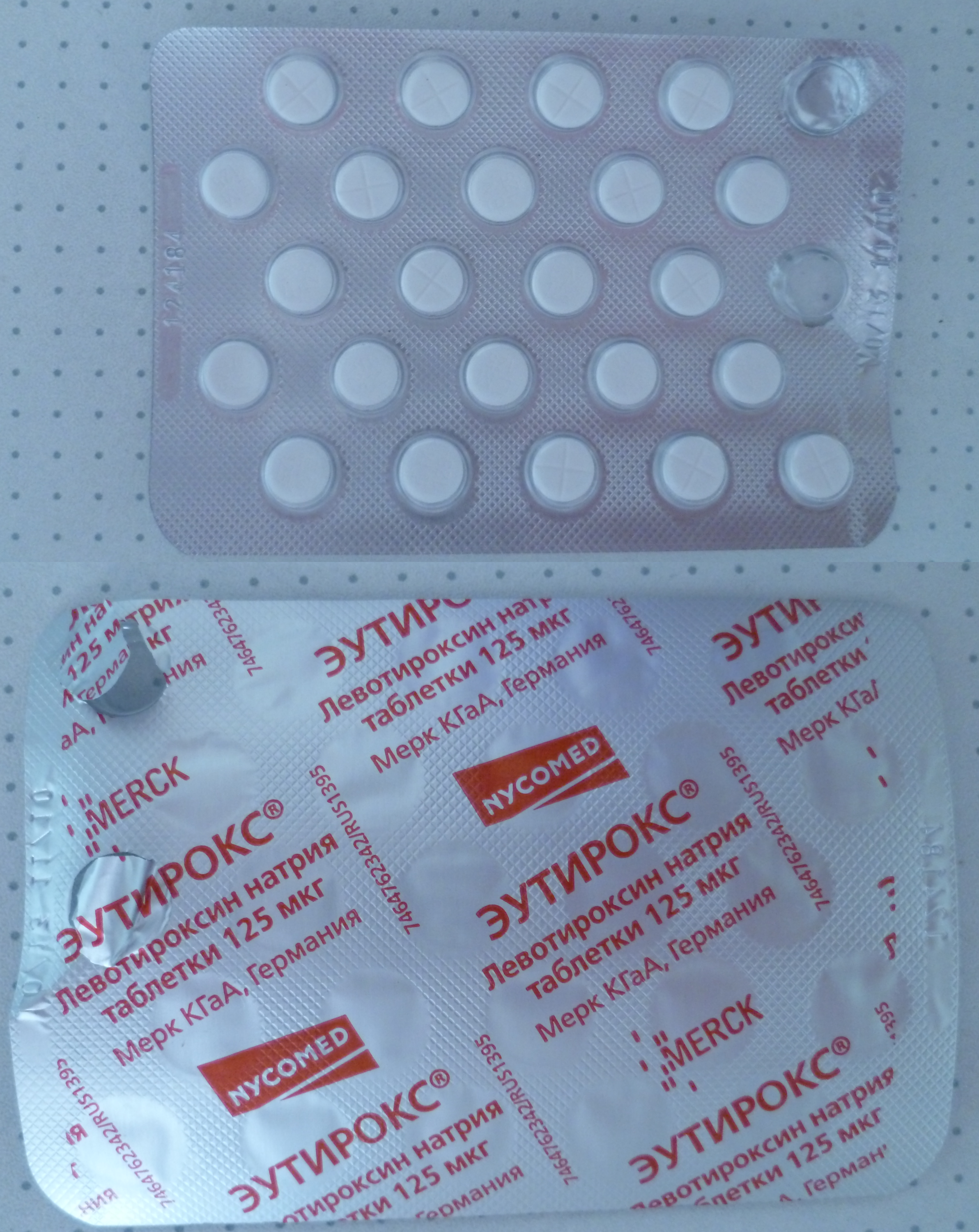
Лекарственный препарат Эутирокс, дозировка - 125 мкг

Таблетки

## Химическое название
O-(4-гидрокси-3,5-дийодфенил)-3,5-дийод-L-тирозин натрий

## Фармакологическое действие
Левовращающий изомер тироксина, после частичного метаболизма в печени и почках оказывает влияние на развитие и рост тканей, обмен веществ. Механизмы метаболических эффектов включают рецепторное связывание с гемом, изменения окислительного обмена в митохондриях, а также регулирование потока субстратов и катионов вне и внутри клетки. В малых дозах обладает анаболическим действием. В средних дозах стимулирует рост и развитие, повышает потребность тканей в кислороде, стимулирует метаболизм белков, жиров и углеводов, повышает функциональную активность сердечно-сосудистой системы и центральной нервной системы. В больших дозах угнетает выработку тиротропин-рилизинг гормона гипоталамуса и тиреотропного гормона гипофиза. Терапевтический эффект наблюдается через 7-12 дней, в течение этого же времени сохраняется действие после отмены препарата. Клинический эффект при гипотиреозе проявляется через 3-5 суток. Диффузный зоб уменьшается или исчезает в течение 3-6 месяцев, при поздних узловых стадиях значительная редукция размеров щитовидной железы отмечается в 30 % случаев, но почти у всех пациентов предупреждается её дальнейший рост.

## Фармакокинетика
Всасывается в тонком кишечнике на 70-80 % (при приеме натощак). Прием пищи снижает всасываемость. TCmax — 6 часов. Связь с белками плазмы — 99 %. Метаболизм происходит главным образом в печени, головном мозге и мышцах в виде монодейодирования левотироксина с образованием трийодтиронина (Т3) с более выраженным, чем у тироксина гормональным действием, и неактивных продуктов. Небольшое количество препарата подвергается дезаминированию и декарбоксилированию с образованием тетрайодтироуксусной кислоты, а также конъюгированию с серной и глюкуроновой кислотами (в печени). T1/2 составляет примерно 6-8 дней. Около 15 % препарата выводится почками и с желчью в неизменном виде и в виде конъюгатов.

## Использование в ветеринарии
Дозировка для собак с гипотиреозом составляет два приема в день. Как правило, в начале лечения используются низкие дозы. Через четыре недели кровь животного проверяется. Доза может повышаться, пока не будет достигнуто идеальное значение.

## Показания
Гипотиреоз различного генеза (в том числе при беременности), дефицит гормонов щитовидной железы, рецидив зоба (профилактика после резекции), эутиреоидный доброкачественный зоб, дополнительная терапия тиреотоксикоза тиреостатическими лекарственными средствами после достижения эутиреоидного состояния (не при беременности). Рак щитовидной железы (после удаления щитовидной железы — пожизненная заместительная супрессивная (подавляющая синтез ТТГ) терапия). В составе комплексной терапии: болезнь Грейвса, аутоиммунный тиреоидит, тест на подавление функции щитовидной железы.

## Противопоказания
Гиперчувствительность.

### C осторожностью
Недостаточность коры надпочечников (должна быть компенсирована до начала терапии), заболевания сердечно-сосудистой системы (в том числе ишемическая болезнь сердца, стенокардия, атеросклероз, артериальная гипертензия, инфаркт миокарда в анамнезе), сахарный и несахарный диабет, тиреотоксикоз в анамнезе, синдром мальабсорбции (может потребоваться коррекция дозы), гипофизарная недостаточность, тяжелая длительно существующая гипофункция щитовидной железы.

## Режим дозирования
Внутрь, с небольшим количеством жидкости. При гипотиреозе начальная доза — 25-100 мкг/сут; поддерживающая — 125—250 мкг/сут; детям начальная доза — 12.5-50 мкг/сут, поддерживающая — 100—150 мкг на 1 м² поверхности тела. При врожденном гипотиреозе детям в возрасте до 6 мес — 8-10 мкг/кг/сут, в возрасте 6-12 мес — 6-8 мкг/кг/сут, 1-5 лет — 5-6 мкг/кг/сут, 6-12 лет — 4-5 мкг/кг/сут. При эндемическом зобе лечение начинают с 50 мкг/сут с постепенным повышением до оптимальной — 100—200 мкг/сут. Эутиреоидный зоб и профилактика его рецидива после резекции: взрослым — 75-200 мкг/сут, детям — 12.5-150 мкг/сут. Дополнительная терапия при лечении тиреостатическими лекарственными средствами — 50-100 мкг/сут. Злокачественная опухоль щитовидной железы (после операции) — 150—300 мкг/сут. Для проведения диагностического теста — однократно, в дозе 3 мг, утром натощак или после легкого завтрака. Прием производится за 1 неделю до планируемого радиоизотопного исследования щитовидной железы. При необходимости через 2 недели после применения может быть произведено повторное его применение. У пациентов с заболеваниями сердечно-сосудистой системы препарат следует применять в низкой начальной дозе, увеличивая её медленно и с большими интервалами под регулярным контролем электрокардиограммы. У пожилых пациентов и при длительной терапии гипотиреоза лечение следует начинать постепенно. Для пожилых пациентов начальная доза 25 мкг, которую затем повышают до полной поддерживающей дозы в течение 6-12 нед.

## Побочные эффекты
Аллергические реакции (кожная сыпь, зуд кожи). При применении в чрезмерно высоких дозах — тиреотоксикоз (изменение аппетита, дисменорея, боль в грудной клетке, диарея, тахикардия, аритмия, лихорадка, тремор, головная боль, раздражительность, судороги мышц нижних конечностей, нервозность, повышенное потоотделение, затруднение засыпания, рвота, потеря массы тела). При применении в недостаточно эффективных дозах — гипотиреоз (дисменорея, запоры, сухость, одутловатость кожи, головная боль, вялость, миалгия, сонливость, слабость, апатия, повышение массы тела). Псевдоопухоль мозга у детей.

### Передозировка

#### Симптомы
Тиреотоксический криз, иногда отсроченный на несколько дней после приема.

#### Лечение
Назначение бета-адреноблокаторов, внутривенное введение ГКС, плазмаферез.

## Особые указания
При необходимости назначения других лекарственных средств, содержащих йод, необходима консультация врача. Рекомендуется периодически определять в крови концентрацию ТТГ, повышение которой указывает на недостаточность дозы. Адекватность супрессивной тиреоидной терапии оценивается также по подавлению захвата радиоактивного йода. При длительно существующем многоузловом зобе перед началом лечения следует проводить стимуляционный тест с тиреотропин-рилизинг гормоном. В большинстве случаев при гипотиреозе метаболический статус следует восстанавливать постепенно, особенно у больных пожилого возраста и пациентов с патологией сердечно-сосудистой системы. При применении во II—III триместрах беременности дозу обычно повышают на 25 %. До начала лечения следует исключить возможность гипофизарного или гипоталамического гипотиреоза.

## Взаимодействие
Снижает эффект инсулина и пероральных гипогликемических лекарственных средств, сердечных гликозидов; усиливает — непрямых антикоагулянтов (увеличивается протромбиновое время), трициклических антидепрессантов. Колестирамин, колестипол, гидроксид алюминия уменьшают плазменную концентрацию за счет торможения всасывания в кишечнике. Фенитоин снижает количество левотироксина, связанного с белком, и концентрацию тироксина (Т4) на 15 и 25 % соответственно. Эстрогены повышают концентрацию связанной с тиреоглобулином фракции (эффективность снижается). При одновременном применении с анаболическими стероидами, аспарагиназой, клофибратом, фуросемидом, салицилатами, тамоксифеном возможно фармакокинетическое взаимодействие на уровне связывания с белком. На синтез, секрецию, распределение и метаболизм препарата оказывают влияние амиодарон, аминоглутетимид, ПАСК, этионамид, антитиреоидные лекарственне средства, бета-адреноблокаторы, карбамазепин, хлоралгидрат, диазепам, леводопа, допамин, метоклопрамид, ловастатин, соматостатин. При одновременном применении с фенитоином, салицилатами, фуросемидом (в высоких дозах), клофибратом повышается концентрация препарата в крови.

## Дефицит лекарства в России
В 2022 году, практически сразу после начала вторжения России на Украину, Л-Тироксин практически пропал из российских аптек. Дефицит лекарства был отмечен в Москве, Санкт-Петербурге, Калининграде, на Дальнем Востоке, в Сибири и в других регионах.  
Позже в пресс-службе комитета по здравоохранению Петербурга прокомментировали пропажу лекарственного средства «Эутирокс» для лечения и профилактики заболеваний эндокринной системы. В комздраве отметили, что с прошлой недели в городе действительно наблюдается ажиотажный спрос на препараты Левотироксина натрия. Они принимаются курсом на постоянной основе, поэтому в аптеках обычно небольшой запас. При этом он постоянно пополняется. В рознице обычно запас составляет не более 10 упаковок, поэтому в аптеках он быстро закончился, пояснили в пресс-службе. 
Однако уже весной 2022 года, после спада ажиотажа, дефицит левотироксина натрия в аптеках РФ исчез. Так как продолжились зарубежные поставки и увеличилось собственное производство препарата. 
"Необходимости создавать запасы нет. На рынок продолжаются поставки как отечественных препаратов левотироксина натрия, так и импортных, - сообщила замдиректора НМИЦ эндокринологии Екатерина Трошина. - Кроме того, так же, как и в случае с инсулинами, в нашей стране есть собственное производство препаратов левотироксина, и отечественные лекарства по своей эффективности не уступают зарубежным".
На момент осени 2024 года дефицита левотироксина в российских аптеках не наблюдается. 